# Parco Nazionale d'Abruzzo, Lazio e Molise ed aree limitrofe
Parco Nazionale d'Abruzzo, Lazio e Molise ed aree limitrofe este o arie protejată (arie de protecție specială avifaunistică — SPA) din Italia întinsă pe o suprafață de 51.149 ha, integral pe uscat.

## Localizare
Centrul sitului Parco Nazionale d'Abruzzo, Lazio e Molise ed aree limitrofe este situat la coordonatele 41°42′54″N 13°50′24″E / 41.714986°N 13.839947°E.

## Înființare
Situl Parco Nazionale d'Abruzzo, Lazio e Molise ed aree limitrofe a fost declarat arie de protecție specială avifaunistică în octombrie 1988 pentru a proteja 2 specii de plante și 37 de specii de animale.

## Biodiversitate
Situată în ecoregiunea alpină, aria protejată conține 21 de habitate naturale: Pante stâncoase calcaroase cu vegetație casmofită, Pseudostepă cu ierburi și specii anuale de Thero-Brachypodietea, Păduri de pin (sub-) mediteraneene cu pini negri endemici, Matorral arborescenți cu Juniperus spp., Grohotișuri termofile și vest-mediteraneene, Râuri mediteraneene cu debit permanent cu specii de Paspalo-Agrostidion și galerii riverane de Salix și de Populus alba, Pajiști uscate seminaturale și facies de acoperire cu tufișuri pe substraturi calcaroase (Festuco-Brometalia) (* situri importante pentru orhidee), Formațiuni de Juniperus communis pe lande sau pajiști calcaroase, Tufărișuri cu Pinus mugo și Rhododendron hirsutum (Mugo-Rhododendretum hirsuti), Pajiști alpine și subalpine calcaroase, Păduri de Quercus ilex și Quercus rotundifolia, Grohotișuri calcaroase și de șisturi calcaroase de la nivelul montan până la nivelul alpin (Thlaspietea rotundifolii), Râuri de munte și vegetația lor lemnoasă cu Salix elaeagnos, Pajiști umede mediteraneene cu ierburi înalte de Molinio-Holoschoenion, Mlaștini alcaline, Păduri de fag din Apenini cu Taxus și Ilex, Pajiști carstice calcaroase sau bazofile, de Alysso-Sedion albi, Lespezi calcaroase, Galerii de Salix alba și de Populus alba, Pajiști alpine și boreale, Fânețe de joasă altitudine (Alopecurus pratensis, Sanguisorba officinalis).
La baza desemnării sitului se află mai multe specii protejate:
- plante (2): Buxbaumia viridis, papucul doamnei (Cypripedium calceolus)
- păsări (19): potârnichea de stâncă (Alectoris graeca saxatilis), fâsă-de-câmp (Anthus campestris), acvilă de munte (Aquila chrysaetos), buha (Bubo bubo), caprimulg (Caprimulgus europaeus), ciocănitoare cu spate alb (Dendrocopos leucotos), presură de grădină (Emberiza hortulana), Falco biarmicus, șoim călător (Falco peregrinus), muscar-gulerat (Ficedula albicollis), sfrâncioc roșiatic (Lanius collurio), Leiopicus medius, ciocârlie de pădure (Lullula arborea), mierlă de piatră (Monticola saxatilis), cinghiță alpină (Montifringilla nivalis), Prunella collaris, stăncuță alpină (Pyrrhocorax graculus), Pyrrhocorax pyrrhocorax, fluturașul de stâncă (Tichodroma muraria)
- amfibieni (3): Bombina pachypus, Salamandrina terdigitata, Triturus carnifex
- mamifere (9): liliac cârn (Barbastella barbastellus), lupul (Canis lupus), liliac cu aripi lungi (Miniopterus schreibersii), liliac cu urechi mari (Myotis bechsteinii), liliac cu picioare lungi (Myotis capaccinii), liliac comun (Myotis myotis), liliacul mare cu potcoavă (Rhinolophus ferrumequinum), Rupicapra pyrenaica ornata, urs brun (Ursus arctos)
- nevertebrate (2): Austropotamobius pallipes, Rosalia alpina
- pești (2): Rutilus rubilio, salmo cettii (Salmo cetti)
- reptile (2): șarpele cu patru dungi (Elaphe quatuorlineata), Vipera ursinii

Pe lângă speciile protejate, pe teritoriul sitului au mai fost identificate 1 specie de plante, 3 specii de mamifere, 25 de specii de nevertebrate.